# Pyhäjärvi (sjö i Finland, Lappland, lat 67,78, long 24,62)
Pyhäjärvi är en sjö i Finland. Den ligger i kommunen Kittilä i landskapet Lappland, i den norra delen av landet, 800 km norr om huvudstaden Helsingfors. Pyhäjärvi ligger 192,6 meter över havet. Arean är 29,5 hektar och strandlinjen är 2,19 kilometer lång. Sjön  ingår i Kemi älvs huvudavrinningsområde. 